# Virginia Beach
Virginia Beach (/vɚˌgɪniʌˈbiːtʃ/) je město ležící v oblasti South Hampton Roads v americkém státě Virginie. Podle odhadu z roku 2020 je Virginia Beach se 459  470 obyvateli nejlidnatější město Virginie a 41. v celých Spojených státech.
Město je nejvýchodnějším ze sedmi měst na Hampton Roads. Tato oblast, známá jako „America's First Region“, rovněž zahrnuje města Chesapeake, Hampton, Newport News, Norfolk, Portsmouth a Suffolk a další menší města a okresy na Hampton Roads.

## Demografie
Podle sčítání lidu z roku 2020 zde žilo 459 470 obyvatel.

### Rasové složení
- 67,7 % bílí Američané
- 19,6 % Afroameričané
- 0,4 % američtí indiáni
- 6,1 % asijští Američané
- 0,1 % pacifičtí ostrované
- 2,0 % jiná rasa
- 4,0 % dvě nebo více ras

Obyvatelé hispánského nebo latinskoamerického původu, bez ohledu na rasu, tvořili 6,6 % populace.

## Slavní rodáci
- Andre Cason (* 1969), americký atlet, sprinter
- Jason George (* 1972), americký herec a model
- Pharrell Williams (* 1973), americký zpěvák, rapper a producent[3]
- Lil Tracy (* 1995), americký rapper

## Partnerská města
- Bangor, Spojené království (2001)
- Mijazaki, Japonsko (1992)
- Moss, Norsko (1974)
- Olongapo, Filipíny (2015)
- Waiblingen, Německo (2016)